# 比尔·克雷格
比尔·克雷格（英語：Bill Craig，1945年1月16日—2017年1月1日），美国男子游泳运动员。他曾代表美国参加1964年夏季奥林匹克运动会游泳比赛，获得男子4×100米混合泳接力金牌。